# Ellipse
Ellipse è il terzo album della cantautrice britannica Imogen Heap.
Il titolo dell'album è stato confermato dalla Heap tramite la sua pagina di Twitter il 25 aprile, dopo essere stata divulgata in anteprima su internet il 23 aprile.
L'8 maggio, la Heap ha confermato via Twitter che l'album uscirà il 4 agosto. La data è poi stata posticipata al 25 agosto (data definitiva).

## Produzione dell'album
Imogen Heap ha dato la possibilità a chiunque di ascoltare alcuni brani delle tracce di Ellipse in vari modi durante i due anni di produzione, stabilendo un rapporto molto forte con i suoi fan. Questi mezzi includono dei vBlogs (40, che vanno a ripercorrere l'intera formazione dell'album, dal trasferimento dell'artista nella sua nuova casa a Londra all'inizio della scrittura e produzione dell'album vero e proprio), mini filmati pubblicati su 12seconds, post sul suo canale di Twitter e altri.
Come primo singolo è stato scelto First Train Home (in uscita il 14 luglio), mentre è in lavorazione anche un video di Canvas che sarà disponibile per l'ascolto online. Imogen ha fatto ascoltare per la prima volta in edizione integrale First Train Home con una World Première il 10 luglio dalla radio americana KCRW.

## Tracce
1. First Train Home - 4:13
2. Wait It Out - 3:57
3. Earth - 3:34
4. Little Bird - 4:07
5. Swoon - 3:54
6. Tidal - 3:50
7. Between Sheets - 2:54
8. 2 - 1 (inizialmente chiamata "Polyfilla") - 4:42
9. Bad Body Double - 4:07
10. Aha! - 2:27
11. The Fire - 1:59
12. Canvas - 4:55
13. Half Life - 4:02

## Ellipse (Deluxe Version)
Imogen, per giustificare un sovrapprezzo imprevisto nella versione con booklet (in formato digitale PDF, con i testi delle canzoni e artwork varie) di Ellipse, chiamata Deluxe Version, ha creato in aggiunta una versione strumentale per ogni canzone dell'album, che quindi conta in totale 26 tracce. Dalla traccia "The Fire", essendo già di per sé strumentale, è stato rimosso il pianoforte lasciando solamente il crepitio del fuoco.